# Joy Division
I Joy Division (IPA: [dʒɔɪ dɪˈvɪʒən]) sono stati un gruppo musicale post-punk britannico formatosi nel 1977 a Salford, nella contea della Grande Manchester. La band era costituita da Ian Curtis (voce), Bernard Sumner (chitarra e tastiere), Peter Hook (basso) e Stephen Morris (batteria e percussioni).
Il gruppo si sciolse dopo l'uscita dell'album di debutto (intitolato Unknown Pleasures) nonostante il crescente successo commerciale e di critica. Il motivo principale dello scioglimento fu il suicidio del frontman Ian Curtis, nel maggio del 1980, alla vigilia del primo tour statunitense. Dopo la pubblicazione postuma del secondo album, Closer, i restanti componenti decisero di continuare l'attività musicale dando vita a un nuovo gruppo, i New Order.

## Storia

### Gli esordi
La storia della band inizia a cavallo dell'esplosione del punk inglese. Nati come trio, dall'incontro di tre compagni di scuola conosciutisi sui banchi della Salford Grammar School, la prima formazione della band vede Bernard Sumner alla chitarra, Peter Hook al basso e Terry Mason alla batteria. La molla che spinse i tre studenti mancuniani a formare un gruppo fu un concerto dei Sex Pistols che, assieme alla band di casa Buzzcocks, si esibirono alla Lesser Free Trade Hall di Manchester il 20 luglio 1976.
L'esordio dal vivo, con il nome di Stiff Kittens, avvenne solo pochi mesi dopo, il 9 dicembre 1976 all'Electric Circus di Manchester. Nei primi mesi del 1977 i tre furono contattati da Ian Curtis, provetto cantante e poeta che già da tempo cercava di mettere su una band d'ispirazione punk e che di lì a poco venne reclutato nel gruppo.
L'ingresso di Curtis determinò un primo cambio di nome in Warsaw, in omaggio al brano Warszawa, pezzo strumentale di David Bowie contenuto nell'album Low. Con Curtis alla voce, ma senza più Mason alla batteria (che da quel momento divenne il manager del gruppo), sostituito con Tony Tabac, il 27 maggio del 1977 la band si esibì nuovamente in città, come spalla ai più noti Buzzcocks e sempre all'Electric Circus. Quel concerto fu l'occasione per i quattro di conoscere Martin Hannett, uno dei principali animatori della scena musicale mancuniana di quegli anni.
Nel luglio del 1977, rimpiazzato Tabac con il nuovo batterista Steve Brotherdale (già attivo nella band punk locale denominata Panik), i Warsaw entrarono per la prima volta in sala di registrazione per realizzare un primo demo tape con brani come The Drawback, Warsaw e Leaders of Men, materiale che però non venne mai pubblicato e che rimase per molto tempo inedito. Ultimate queste sessioni, Brotherdale lasciò il gruppo per dedicarsi unicamente al progetto Panik e fu sostituito alla batteria da Stephen Morris, studente originario di Macclesfield.
Quella che diventerà la formazione definitiva dei futuri Joy Division, entrò nuovamente in studio per incidere un brano, At a Later Date, pubblicato poi nell'ottobre del 1977, su una compilation in omaggio allo storico locale Electric Circus, prossimo alla chiusura.

### An Ideal for Living
Nel dicembre dello stesso anno, dopo una nuova sessione di registrazione, i Warsaw fecero il loro debutto discografico con l'EP An Ideal for Living, contenente quattro dei loro pezzi più rappresentativi: Warsaw, No Love Lost, Leaders Of Men e Failures.
Raggiunta una certa popolarità nell'underground inglese, per evitare confusione con un gruppo londinese chiamato Warsaw Pakt, la band decise, nel gennaio del 1978, di cambiare definitivamente nome in Joy Division. Scelto dallo stesso Curtis ispirandosi al romanzo del 1955 La casa delle bambole di Ka-Tzetnik 135633, il nome designava, nei lager nazisti, le donne prigioniere destinate all'intrattenimento sessuale di soldati tedeschi e prigionieri collaborazionisti.
Nel mese di maggio del 1978, attraverso la casa discografica RCA, al gruppo venne offerta la possibilità di incidere nuovo materiale in uno studio di registrazione professionale di Manchester (l'Arrow Studios), avvalendosi del produttore John Anderson. La band completò le sessioni registrando brani del repertorio Warsaw, assieme a nuove canzoni. L'insoddisfazione per i risultati ottenuti, unita al timore di non essere stati supportati adeguatamente, spinse però il gruppo stesso ad abbandonare definitivamente il progetto prima dell'ultimazione del disco. I brani di quella sessione furono pubblicati postumi nel 1994.
Il 14 aprile 1978, durante un'esibizione al Rafters Club di Manchester, il gruppo fu notato dall'allora conduttore televisivo Tony Wilson che, nel settembre di quello stesso anno, decise di ospitarli per un'esibizione dal vivo nel suo show, Granada Reports. Wilson, che aveva da poco fondato la sua etichetta discografica indipendente, la Factory Records, coinvolse poi i Joy Division a partecipare alla compilation promozionale A Factory Sample, prodotta per il lancio della label, con due loro brani: Digital e Glass.
I due brani segnano anche l'inizio della collaborazione della band con il produttore Martin Hannett. Questi elaborò per il gruppo un particolare sound, che univa l'incedere punk tipico delle origini dei mancuniani con la sempre più spiccata propensione dei Joy Division verso atmosfere dark e che, di lì a breve, diventerà un vero e proprio marchio di fabbrica della band, oltre che seminale prototipo musicale per tanti gruppi a venire. Un suono preciso e geometrico, scandito dall'incedere pulsante e tribale della sezione ritmica di Hook e Morris e dalle gelide stilettate della chitarra di Sumner, che farà poi scuola in tutto il successivo movimento new wave di metà anni ottanta. Hannett produsse entrambi gli album in studio dei Joy Division (Unknown Pleasures e Closer).
Un mosaico che si compone e prende forma con la voce di Curtis, dai toni quasi baritonali e melodrammatici. Se astratta e gelida è la loro musica, ancor più gelida è infatti la sua voce, che mette a nudo i suoi pensieri e tutti i fantasmi che imprigionavano la sua mente. Testi lugubri e introspettivi, che esprimono la più totale solitudine e sfiducia verso il mondo circostante, ma di una forza intrinseca devastante e che ben si lega sia con l'energia punk degli inizi, che con le atmosfere più rarefatte degli ultimi lavori. Un immaginario lirico dalle tinte fortemente oscure, intrise della disperazione personale di Curtis e che, in più passaggi, nascondono presagi di morte che preannunciano i propositi suicidi dell'autore e nelle quali non si rinviene mai un'apertura rispetto a tale clima ossessivo.
Il 27 dicembre 1978, dopo uno show all'Hope and Anchor Pub di Londra, Curtis fu colpito da una crisi epilettica, la prima da quando era entrato a far parte della band. Una malattia che lo accompagnò fino alla sua morte e che lui stesso aveva ribattezzato come "il grande male", nelle pagine dei suoi diari adolescenziali. Attacchi accompagnati da tremende convulsioni, che Curtis cerca di esorcizzare con movenze frenetiche che accompagnano le sue performance sul palco.
Nonostante il malessere del frontman, la carriera dei Joy Division continuò a progredire e il 13 gennaio 1979 il settimanale NME dedicò la sua copertina proprio a Ian Curtis. Quello stesso mese, la band entrò di nuovo in sala per registrare la prima sessione radiofonica per John Peel, alla BBC Radio 1; da questa sessione venne tratto il singolo She's Lost Control.
Il 4 marzo 1979 al Marquee Club, storico locale londinese, i Joy Division si esibirono insieme ai Cure, evento che li rese ancor più popolari nell'ambito underground.

### Unknown Pleasures
Nel mese di aprile del 1979, la band iniziò le registrazioni del loro album di debutto presso gli Strawberry Studios di Stockport. Unknown Pleasures, questo il titolo del disco, uscì nel giugno del 1979, prodotto da Martin Hannett e con la copertina progettata da Peter Saville, che in seguito divenne una delle più famose copertine della storia del rock.
Il disco venne accolto molto bene, sia come critica che dal lato vendite, soprattutto considerando le limitate possibilità di distribuzione e di promozione della Factory, la label che produsse il disco. Per promuovere ulteriormente l'album, nell'ottobre del 1979, il gruppo si imbarcò in un tour di supporto ai Buzzcocks che, in 24 date, toccò i vari angoli del Regno Unito e che proseguì con 10 date (in undici giorni) nel nord Europa, tra Belgio, Germania e Olanda. Una delle date di quel tour, nel gennaio del 1980, al Paradise di Amsterdam, venne registrata e pubblicata in un album live postumo.
In molte classifiche di fine anno, redatte dalle varie riviste specialistiche, Unknown Pleasures figurò spesso nelle primissime posizioni mentre, per Sounds, i Joy Division saranno addirittura la miglior band del 1980. All'album seguirono le pubblicazioni dei nuovi singoli: Transmission e Atmosphere.

### Closer
Parallelamente al successo e all'intensa attività live aumentarono i problemi di salute di Curtis a cui si aggiunse anche la crisi del rapporto con la moglie Deborah Woodruffe, sposata nel 1975 ancora adolescente. Un rapporto che si deteriorò giorno dopo giorno, su cui il cantante riversò la sua frustrazione e che, dal punto di vista artistico, ispirò uno dei brani più noti della band, Love Will Tear Us Apart, pubblicato postumo come singolo. Altro fattore che contribuì alla crisi con la moglie fu la sua relazione con una giovane ragazza belga, Annik Honoré, conosciuta durante il tour europeo.
Ultimato il tour, la band fece ritorno in patria per mettere a punto nuovi brani come Incubation, As You Said e Komakino. Il giorno stesso Curtis si chiuse nella sua camera, si ubriacò con una bottiglia di Pernod e collassò a terra vomitando con accanto a sé una copia della Bibbia e un coltello col quale aveva scalfito le pagine del capitolo dell'Apocalisse di San Giovanni. Il 7 aprile Curtis assunse una grande quantità di Fenobarbital e collassò nuovamente, dopo aver scritto un biglietto che sapeva di addio. Anche in questo caso la moglie riuscì a salvarlo portandolo in ospedale per una lavanda gastrica. Fu il primo tentativo di suicidio di Ian Curtis.
Nel frattempo, nel marzo di quell'anno, il gruppo registrò, nei Britannia Raw Studios di Londra (sempre insieme al produttore Martin Hannett) i nuovi brani per il secondo album, Closer. Per la copertina del disco venne nuovamente scelto il grafico Peter Saville che utilizzò una foto scattata da Bernard Pierre Wolff raffigurante una statua del cimitero monumentale di Staglieno, a Genova in Liguria (tomba della famiglia Appiani).
Martin Hannett decise di cambiare radicalmente il suo approccio alla produzione per la realizzazione di Closer, tramite registrazioni con massiccio utilizzo di eco breve per le tracce di batteria e chitarre. L'album venne registrato in fretta, quasi senza il tempo materiale per elaborare quello che finiva sul nastro perché, di lì a un mese, i Joy Division avrebbero dovuto iniziare il loro primo (e tanto atteso) tour americano, nel maggio 1980, che aveva già fatto registrare uno straordinario successo in prevendita.

### Il suicidio di Ian Curtis
La salute di Curtis, però, peggiorò sensibilmente in quei mesi. Il frontman fu soggetto ad alcuni attacchi epilettici in concomitanza di un paio di concerti del gruppo che, quindi, dovette interrompere l'attività promozionale del disco in uscita.
La richiesta di divorzio avanzata dalla moglie Deborah, poi, aveva acuito la tensione nella coppia, al punto che Curtis aveva deciso di trasferirsi per qualche settimana prima a casa di Bernard Sumner e poi dai genitori. La sera prima della partenza per il tour americano, il 17 maggio 1980, Curtis tornò nella loro casa di Macclesfield per parlare con la moglie e chiederle di ritirare la causa per la separazione, rimanendo poi da solo in casa.
La mattina dopo, Curtis si suicidò impiccandosi alla rastrelliera della cucina dell'abitazione, dove la moglie Deborah, facendo ritorno a casa intorno a mezzogiorno, rinvenne il corpo senza vita del cantante. Aveva poco più di ventitré anni. Con lui finì tragicamente l'avventura dei Joy Division. Tony Wilson dichiarò nel 2005: "Penso che ognuno di noi abbia fatto l'errore di non pensare che il suo suicidio stesse per accadere. Abbiamo tutti completamente sottovalutato il pericolo. Non lo abbiamo preso sul serio. Siamo stati degli stupidi."
Nel giugno del 1980, venne pubblicato il singolo postumo Love Will Tear Us Apart che si piazzò al numero tredici della Official Singles Chart. Nel luglio di quello stesso anno anche il secondo album Closer vide la luce, piazzandosi al numero sei della classifica inglese degli album.
Dopo la morte di Ian Curtis, gli altri tre membri del gruppo continuarono l'attività dando vita a una nuova band, i New Order. L'accordo preso tra di loro quando Curtis era in vita limitava l'uso del nome Joy Division all'unico caso in cui la band fosse stata al completo.
Nell'ottobre 1981 uscì il loro ultimo lavoro postumo Still, contenente 9 tracce già registrate insieme a Ian. Altri brani che avrebbero dovuto far parte del terzo album furono invece completati e incisi nel primo album dei New Order, Movement.

## Influenze
I Joy Division hanno avuto come riferimento diverse formazioni rock tedesche, tra le quali Kraftwerk, Can e Neu!. Ian Curtis e la sua band avevano l'abitudine di intrattenere il loro pubblico prima di ogni concerto con l'intero album Trans-Europe Express dei Kraftwerk. Stephen Morris disse, al proposito: "Il matrimonio uomo-macchina quando avviene [come nei Kraftwerk] è qualcosa di fantastico". Anche il periodo berlinese di David Bowie ha avuto un impatto sul gruppo, insieme al dark rock americano della fine degli anni '60, con i Velvet Underground e The Doors. La voce baritonale di Curtis è stata spesso paragonata al timbro di Jim Morrison. Peter Hook ha ammesso che Siouxsie and the Banshees erano anche "uno dei nostri più grandi riferimenti [...] per il modo insolito di suonare la chitarra e la batteria". Stephen Morris li ha anche citati per "il ritmo dei bassi, il modo in cui il primo batterista Kenny Morris ha suonato per lo più tom. [...] I Banshees avevano quel suono [...] presuntuoso, abbozzando il futuro dal buio del passato [...] ascoltando le sessioni che avevano fatto nello show di John Peel e leggendo i racconti dei concerti ", li ha ispirati.

## Eredità musicale e culturale
I Joy Division restano oggi tra le più famose e influenti band della storia della musica rock e in particolare della darkwave. La disperata malinconia dei testi e le musiche spesso veloci e cadenzate che li sottolineavano, per quanto abbiano costituito la cifra stilistica inimitabile dei Joy Division, hanno rappresentato il modello con il quale hanno dovuto fare i conti tutti i gruppi inglesi rock degli anni successivi. Come i Sex Pistols, e il punk in generale, avevano insegnato che si poteva suonare anche senza essere dei virtuosi, così i Joy Division, dettarono la linea a una generazione che non aveva alcuna voglia di sorridere, mostrandole che non si era costretti a farlo neppure su un palco.
Le vicende dei Joy Division, della Factory Records e del movimento musicale di Manchester a cavallo tra gli anni settanta e ottanta sono descritte nei film 24 Hour Party People (2002) e Control (2007).
La band italiana di rock psichedelico/progressivo Twenty Four Hours, oltre ad aver preso spunto per il proprio nome dal famoso brano dei Joy Division, ha dedicato un brano al cantante Ian Curtis.
Nel maggio del 2020 Peter Hook ha dichiarato: "Penso che la malattia fosse diventata parte di Ian. Però, lo voglio dire: mi oppongo con forza contro chi sostiene che l’epilessia fosse la caratteristica distintiva di Ian. Per molti aspetti è per questo che sono tornato a dedicarmi alla musica dei Joy Division, perché volevo che si sapesse che erano le canzoni a definire Ian, non la sua malattia."

## Ultima formazione
- Ian Curtis - voce (1977-1980)
- Peter Hook - basso (1977-1980)
- Bernard Sumner - chitarra, sintetizzatore (1977-1980)
- Stephen Morris - batteria (1977-1980)

## Discografia

### Album in studio
- 1979 – Unknown Pleasures
- 1980 – Closer

### Album dal vivo
- 1999 – Preston 28 February 1980
- 2001 – Les Bains Douches
- 2001 – Fractured Box
- 2004 – Re-fractured Box

### Raccolte
- 1981 – Still
- 1988 – Substance
- 1990 – The Peel Sessions
- 1994 – Warsaw
- 1995 – Permanent
- 1997 – Heart and Soul
- 2000 – Joy Division The Complete BBC Recordings
- 2007 – Martin Hannett's Personal Mixes
- 2007 – Let the Movie Begin
- 2008 – The Best of Joy Division
- 2010 – Singles 1978-80
- 2011 – Total: From Joy Division to New Order

### EP
- 1978 – An Ideal for Living
- 1986 – The Peel Sessions
- 1986 – Joy

### Singoli
- Warsaw
- Digital
- New Dawn Fades
- She's Lost Control
- 1979 – Transmission
- 1980 – Komakino
- 1980 – Licht und Blindheit
- 1980 – Love Will Tear Us Apart
- 1980 – Atmosphere
- Atrocity Exhibition
- Isolation
- 1981 – Ceremony

## Videografia

### Videoclip
- 1982 – Here Are The Young Men
- 1988 – Substance

### Film
- 2002 – 24 Hour Party People (regia di Michael Winterbottom)
- 2007 – Joy Division (regia di Grant Gee)
- 2007 – Control (regia di Anton Corbijn)